# Quererlo todo
Quererlo todo es una telenovela producida por Ignacio Sada Madero para Televisa, entre 2020 y 2021. La telenovela es una versión libre de la historia argentina Herencia de amor de Enrique Estevanez, siendo adaptada por Antonio Abascal.
Se estrenó por Las Estrellas el 9 de noviembre de 2020, retomando la primera barra vespertina de telenovelas originales, siendo Y mañana será otro día, la última en haberse emitido en dicha barra desde su descontinuación en 2018 y dejándola libre para repeticiones de telenovelas anteriormente emitidas. La telenovela finalizó el 25 de abril de 2021, siendo reemplazado por Diseñando tu amor.
Está protagonizada por Michelle Renaud y Danilo Carrera junto con Sara Corrales, Scarlet Gruber, Víctor González y Alexis Ayala en los roles antagónicos; así como la participación especial de Manuel Ojeda.

## Trama
La historia se desarrolla en el pintoresco pueblo de El Rosario, Sonora; la cual, entre los integrantes de la familia Montes se disputan la hacienda de "La Noria", así como la herencia y el poder de la misma. Antes de morir, Don Patricio Montes (Manuel Ojeda) le encomienda a su ama de llaves y fiel mano derecha Dalia Santos (Olivia Bucio), de reunir a toda su familia además de ser la única heredera de todos sus bienes, entre ellas incluida "La Noria". A raíz de su muerte, se desata una guerra por impugnar la herencia, la cual enfrentará en constantes traiciones e intrigas a todos sus posibles herederos. A la familia Montes se le suma Valeria Fernández (Michelle Renaud), una bella y joven modelo que también queda involucrada en esta guerra de egos por la herencia, pues su prometido, Leonel Montes (Víctor González), es el hijo de Don Patricio y esta más que interesado en reclamar lo que le pertenece de la herencia de su padre. En medio de todo el caos en la hacienda, Valeria conoce a Mateo Santos (Danilo Carrera), quien es hijo de Dalia y trabaja en la hacienda como caballerango, la cual por su forma de ser, Valeria despertará en Mateo una explosión de sentimientos fuertes hacia ella. Durante en medio de la tempestad, Valeria deberá seguir lo que le dicte su corazón y sobre todo, aprender a escuchar al mismo, para poder darse una segunda oportunidad de vivir una historia de amor con Mateo, puesto que a la hora de amar, solo hay que «Quererlo todo».

## Reparto
Una parte del reparto confirmado, fue publicado en 15 de junio de 2020, a través de la columna Vida y Milagros, de la página web de El Sol de México, mientras que en ese mismo día, y la otra en la página web de People en Español. También el 19 de junio de 2020 se anunció los actores restantes y sus personajes a interpretar.

### Principales
- Michelle Renaud como Valeria Fernández Cossío / Sonia Rodríguez
- Danilo Carrera como Mateo Santos Coronel
- Víctor González como Leonel Montes Larraguibel
- Sara Corrales como Sabina Curiel[13]
- Scarlet Gruber como Sandra Cabrera Téllez «Sandy»
- Alexis Ayala como Artemio Cabrera
- Olivia Bucio como Dalia Coronel de Santos
- Eugenia Cauduro como Esmeralda Coronel
- Manuel Ojeda como Patricio Montes
- Luz María Jerez como Minerva Larraguibel vda. de Montes
- Roberto Blandón como Tirso Quintero
- Mimi Morales como Magdalena Bustamante / Lucía Rodríguez
- Juan Ángel Esparza como el Padre Gabriel
- Claudia Troyo como Luisa Zermeño
- Sachi Tamashiro como Berenice Cabrera Téllez «Bere»
- Gina Pedret como Eva Téllez de Cabrera
- Ignacio Guadalupe como Servando
- Rubén Branco como Remigio «Remi» Blanco
- Jorge Gallegos como Basurto
- Lalo Palacios como Lorenzo
- Marcos Montero como Alejandro «Chacho» Moreno
- Fabiola Andere como Corina
- Enrique Montaño como Juan Galindo
- Karen Leone como Camelia
- Nacho Ortiz Jr. como Facundo
- Zoé Itzayana como Angelita Montes
- Alejandro Tommasi como Aarón Estrada

### Recurrentes e invitados especiales
- Mirta Reneé como Amara Estrada
- Martín Muñoz como el Dr. Flavio Orellana
- Eduardo Marbán como Fernando «Fercho» Reynoso
- Vanessa Mateo como Jessica
- Gregorio Reséndiz
- Jonathan Ochoa como Roberto «Tito»  Arana
- Mundo Siller como Justino[17]
- Ricardo Vera como el Lic. Guillermo Riverol
- Óscar Medellín como Carlo Rossetti
- Esteban Franco como Sergio Rivas
- Jorge de Marín como Vicente Manero
- Kelchie Arizmendi como Cleo Valencia
- Lesslie Apodaca como Flor
- Socorro Bonilla como Norma Moreno
- Paola Toyos como Nadia Rodriguez
- Raúl Aldebaran como Dr. Uriel Cabrera
- Rafael del Villar como Alberto Mirelles
- Norma Lazareno[18]

## Episodios
| N.º | Título                                               | Fecha de emisión original | Audiencia (millones) |
| --- | ---------------------------------------------------- | ------------------------- | -------------------- |
| 1 | «La muerte de Patricio Montes»                       | 9 de noviembre de 2020    | 3.2                  |
| Leonel Montes y su novia Valeria Fernández, llegan a La Noria pero será un hecho que servirá como punto de partida a varios problemas con Don Patricio Montes justo el día de su boda con Sabina Curiel, una mujer más joven que el, que aparenta amarlo pero en realidad solo lo quiere por su fortuna. Leonel enfrenta a su padre por ese motivo y descubre un obscuro secreto, lo cual después de discutir, a Patricio comienza a darle un ataque al corazón, matándolo de una manera fulmínate. Mateo conoce a Valeria en un accidente. - Nota: Este episodio se preestrenó el 6 de noviembre de 2020 a través de Blim TV. |                                                      |                           |                      |
| 2 | «La última voluntad de Patricio Montes»              | 10 de noviembre de 2020   | 3.3                  |
| Después de pasar por la muerte de Don Patricio dándole a su cuerpo santa sepultura, los Montes reciben a un notario para la lectura del testamento de Patricio, quienes para su mala suerte, Dalia es la única heredera, por lo que Sabina y Leonel buscan la forma de convencerla para que les ceda todos los bienes. Sandy le juega una broma pesada a Valeria ocultándole su ropa mientras ella se está bañando. Leonel y Mateo pelean por la herencia de Don Patricio, pero Mateo le deja en claro que no va a permitir que le falte al respeto a él y a su madre. |                                                      |                           |                      |
| 3 | «¡Mateo y Valeria casi se besan!»                    | 11 de noviembre de 2020   | 3.4                  |
| Leonel se entera de que Valeria le mintió por lo que decide a no participar en la sesión de fotos, ante esa situación, Remi llega al pueblo e invita a Mateo para que se convierta en el modelo de Valeria. Leonel al ver que Mateo y Valeria están a punto de besarse, se llena de celos y le reclama también la mentira que ella le dijo. |                                                      |                           |                      |
| 4 | «¡Secuestran a Valería!»                             | 12 de noviembre de 2020   | 3.1                  |
| Leonel le ofrece disculpas a Mateo y le pide que regrese a la Noria. Leonel encuentra una carta de su padre donde reconoce que Mateo es un gran hombre, por lo que se llena de celos e intenta matarlo. Valeria es secuestrada. |                                                      |                           |                      |
| 5 | «Mateo es herido de muerte»                          | 13 de noviembre de 2020   | 3.1                  |
| Mateo al enterarse de que Valeria corre peligro le pide a Leonel que lo deje todo en sus manos. Mateo llega al lugar donde le informaron que podría estar Valeria y logra rescatarla; sin embargo, durante la pelea con los secuestradores él sale herido, por lo que se debate entre la vida y la muerte. |                                                      |                           |                      |
| 6 | «¡Mateo besa a Valeria!»                             | 16 de noviembre de 2020   | 3.0                  |
| Valeria la ver que Mateo se debate entre la vida y la muerte, confiesa que se siente culpable, ya que gracias a él, ella esta viva. Valeria intenta ayudar a Mateo luego de que él se levantara de su cama y justo en ese momento, Mateo la sorprende con un beso. |                                                      |                           |                      |
| 7 | «Sandy presiona a Mateo para casarse»                | 17 de noviembre de 2020   | 3.0                  |
| Sabina se entera de que Leonel le donó sangre a Mateo y recuerda lo que le pidió Patricio antes de morir, por lo que busca a Dalia para conocer la historia de Mateo. Sandy al ver que Mateo ya se encuentra mujer mejor de salud, lo presiona para casarse. |                                                      |                           |                      |
| 8 | «Sabina y Angelita sufren un accidente»              | 18 de noviembre de 2020   | 3.0                  |
| Sabina descubre la bolsa de dinero que guarda Lorenzo y con mentiras logra quitársela por lo que aprovecha y se va con Angelita de La Noria, pero en carretera sufren un terrible accidente. Mateo escucha una conversación del padre Gabriel y se entera de que el sacerdote conoce a uno de los secuestradores de Valeria. |                                                      |                           |                      |
| 9 | «Somos muy distintos»                                | 19 de noviembre de 2020   | 2.9                  |
| Mateo al ver que Lorenzo le entregó una maleta llena de dinero a Berenice lo cuestiona y le revela cómo obtuvo toda esa fortuna. Mateo al conocer que Sabina intentaba huir con todo ese dinero le reclama a Valeria no por decirle la verdad; sin embargo, al ver que él la estaba insultando, le da una cachetada. |                                                      |                           |                      |
| 10 | «Berenice confiesa su amor al padre Gabriel»         | 20 de noviembre de 2020   | 2.8                  |
| Valeria le confiesa a Leonel que Mateo tiene el dinero de su papá por lo que de inmediato lo busca y le reclama por haberlo tomado. Leonel humilla a Valeria durante una entrevista. |                                                      |                           |                      |
| 11 | «¡El cuerpo de Patricio Montes ha desaparecido!»     | 23 de noviembre de 2020   | 2.7                  |
| Mateo llega de sorpresa a la casa de Sandy, cree que ella se está bañando, lo cual decide desnudarse y entrar a la regadera; pero quien en realidad esta en la ducha es Valeria, por lo que el que se termina llevando la sorpresa es él. Minerva intenta abrir la caja fuerte de Patricio, pero al no tener la combinación, decide excavar la tumba y descubre que se robaron el cadáver del difunto Patricio. |                                                      |                           |                      |
| 12 | «Yo soy un asesino»                                  | 24 de noviembre de 2020   | 3.3                  |
| Leonel le pide perdón a Valeria y le suplica que no se vaya de su vida. Leonel recurre a Esmeralda para pedirle dinero y así recuperar el cadáver de su papá. Valeria es amenazada de muerte cuando se disponía a reconocer al atacante de Mateo. |                                                      |                           |                      |
| 13 | «Sabina intenta seducir a Leonel»                    | 25 de noviembre de 2020   | 3.3                  |
| Valeria logra salvar a Remy y ella de dice que se siente culpable por todo lo que este sucediendo. Remy le da el consejo a Valeria que hable con Mateo y ella decide ir a buscarlo. Leonel recupera el cadáver del difunto Patricio Montes. |                                                      |                           |                      |
| 14 | «¡Mateo está en peligro de muerte!»                  | 26 de noviembre de 2020   | 3.2                  |
| Leonel mata a los hombres que tenían el cadáver de su papá, por lo que al recuperar el maletín y el dije corre a la cabaña para abrir la caja fuerte, pero se lleva tremenda sorpresa. Mateo es agredido por los hombres que secuestraron a Valeria, pero Tirso lo defiende. Valeria al saber que Mateo se encuentra con bien, lo abraza. |                                                      |                           |                      |
| 15 | «Sandy desconfía de Valeria»                         | 27 de noviembre de 2020   | 2.7                  |
| Valeria le confiesa a Mateo que la gente de Fercho la amenazó por eso se negó a identificar a los secuestradores. Mateo se entera de que sí besó a Valeria, por lo que hacen un pacto. Sandy se pone celosa de Valeria y le exige a Mateo ponerle fecha a la boda. Valeria se entera de que Mateo se va a casar con Sandy. |                                                      |                           |                      |
| 16 | «Leonel amenaza de muerte a Mateo»                   | 30 de noviembre de 2020   | 2.9                  |
| Leonel le pide a Valeria que le confiese si en verdad está enamorada de Mateo. Valeria le reclama a Sandy lo sucedido y también por haberla traicionado, pero ella lo niega todo. Leonel amenaza de muerte de Mateo y le exige alejarse de Valeria lo más lejos que pueda. |                                                      |                           |                      |
| 17 | «Valeria decide irse de La Noria»                    | 1 de diciembre de 2020    | 2.8                  |
| Leonel se molesta al ver a Mateo sentado en la misma mesa durante la reunión familiar, por lo que pide que se retire, pero Valeria sale a defenderlo. Sandy seduce a Leonel y él cae en la tentación. Sandy se entera de que Valeria se irá del pueblo. |                                                      |                           |                      |
| 18 | «Nunca me voy a olvidar de usted»                    | 2 de diciembre de 2020    | 2.8                  |
| Leonel le da un fuerte golpe en la cabeza a Mateo, hasta dejarlo desmayado. Sabina logra que Leonel vuelva a besarla y continua seduciéndolo. Por su parte, Remy le asegura a Valeria que Sabina desea regresar con Leonel, aparte de saber que Valeria no puede continuar quedándose en el pueblo. Valeria le confiesa a Mateo que nunca se va a olvidar de él. |                                                      |                           |                      |
| 19 | «Adiós Mateo»                                        | 3 de diciembre de 2020    | 3.0                  |
| Valeria y Mateo se despiden, el le pide que ojalá lo perdone por el beso que le dio en el hospital, pero al saber que ahora Valeria estará desprotegida y sin quien la pueda cuidar, le regala su medalla y le asegura que ya no se va a sentir sola. |                                                      |                           |                      |
| 20 | «¿Dónde está Valeria?»                               | 4 de diciembre de 2020    | 3.0                  |
| Valeria tiene un mal presentimiento de que algo muy grave pueda suceder rumbo a la ciudad; sin embargo, ella sube a bordo del helicóptero y a los pocos segundos de que el aeronave empieza a ascender por el aire, empieza a presentar fallas mecánicas, provocando que el helicóptero pierda estabilidad y terminen en caída libre. Mateo es testigo del accidente y se presta para encontrar a las víctimas del percance, pero solo logra dar con Remmy. Las autoridades aseguran que hay pocas esperanzas de encontrar con vida a Valeria. |                                                      |                           |                      |
| 21 | «¡Valeria está viva!»                                | 7 de diciembre de 2020    | 3.0                  |
| Mateo esta desesperado por no saber nada sobre el paradero de Valeria, por lo que esa situación le trae una fuerte pelea con Sandy. Mateo da su vida a cambio de que aparezca Valeria, pero ella es rescatada por un hombre sumamente desconocido. |                                                      |                           |                      |
| 22 | «¡Mateo encuentra a Valeria!»                        | 8 de diciembre de 2020    | 2.8                  |
| Leonel encuentra las pertenencias de Valeria y duda de Mateo, por lo que cree que él la tiene secuestrada solo para recibir el dinero de la recompensa. Finalmente, Mateo localiza a Valeria en una cabaña, pero es amenazado por el hombre misterioso que recogió malherida a Valeria en el bosque. |                                                      |                           |                      |
| 23 | «Valeria está al borde de la muerte»                 | 9 de diciembre de 2020    | 2.9                  |
| Tras encontrar a Valeria en la cabaña del desconocido, Mateo descubre que la prometida de Leonel perdió la memoria y está desvariando sin reconocer a nadie, por lo que él rompe en llanto al verla en esas condiciones graves. Valeria le pide a Mateo que se quede con ella y no la deje para nada, y le asegura que todo esta confuso. |                                                      |                           |                      |
| 24 | «Valeria rechaza el amor de Leonel»                  | 10 de diciembre de 2020   | 2.8                  |
| Valeria es llevada a un hospital, Leonel al verla, se impacta al ver que Valeria no lo puede reconoce, por lo que el cree que si la besa, podrá recordar que el es su prometido. Ella le empezar a tenerle mucho miedo y ella le pide a Dalia que si la puede cuidar mientras se recupera. |                                                      |                           |                      |
| 25 | «Me hace bien tenerte cerca»                         | 11 de diciembre de 2020   | 2.5                  |
| Mateo se lleva una sorpresa de susto cuando ve a Valeria medita y dormida en su cama. Sandy al saber que Valeria durmió en la casa de Mateo, le hace una escena de celos, por lo que le pide a Leonel que la ayude para poder quitar a Valeria de la vida de Mateo. Mateo y Valeria están a punto de besarse, y Remmy se reencuentra con Valeria tras el accidente. |                                                      |                           |                      |
| 26 | «A mí no me vas a llevar a la cama»                  | 14 de diciembre de 2020   | 2.8                  |
| Valeria se entera de que Sandy se convertirá en su enfermera, por lo que ella le asegura y le mete la idea a Valeria que solo Mateo la quiere llevar a la cama. Leonel le ofrece su hacienda a Sandy y a Mateo para que puedan realizar la boda. Valeria enfrenta a Mateo, y le asegura que no se dejará seducir por él. |                                                      |                           |                      |
| 27 | «¡El heredero sería Mateo!»                          | 15 de diciembre de 2020   | 2.9                  |
| Leonel llega al hospital para amenazar a Remmy y le pide que lo ayude a que Valeria rechace a Mateo, o de lo contrario, será testigo de las consecuencias. Mateo no quiere que Sandy siga trabajando para Leonel, al descubrir los planes de Leonel. Dalia descubre que Leonel estafó a su hermana. |                                                      |                           |                      |
| 28 | «¡Magdalena es la madre de Valeria!»                 | 16 de diciembre de 2020   | 3.0                  |
| Durante un paseo con la compañía de Sandy, Valeria vuelve a verse con Magdalena con quien tiene una conexión especial. Magdalena le confiesa al padre Gabriel que abandonó a su hija Sonia Rodríguez. Remmy le aconseja a Mateo cuidarse mucho de Leonel y Sandy. |                                                      |                           |                      |
| 29 | «No me gusta estar presa»                            | 17 de diciembre de 2020   | 3.0                  |
| Sandy le hace saber a Leonel que Remmy le dijo un par de cosas a Mateo. Mateo pone en duda en si debe casarse con Sandy. Valeria regresa al lugar del accidente y encuentra su diario. Al regresar al pueblo, Valeria le pide su espacio a Leonel. |                                                      |                           |                      |
| 30 | «Mateo rompe su compromiso con Sandy»                | 18 de diciembre de 2020   | 2.8                  |
| Valeria cuestiona a Leonel si tiene otra familia. Mateo cancela su compromiso con Sandy y ella cree que la culpable de todo, es Valeria. Mateo le confiesa a Valeria que es por ella, la razón por la que ya no se quiere casar con Sandy, a lo cual al saberlo, Sandy le reclama a Valeria la decisión de Mateo. |                                                      |                           |                      |
| 31 | «Mateo se va a casar conmigo le guste o no»          | 21 de diciembre de 2020   | 2.8                  |
| Mateo recuerda la promesa que le hizo a la Virgen cuando Valeria estuvo desaparecida, por lo que le hace saber a Sandy que se reinicia su compromiso de casarse con ella. Sandy besa a Leonel y le demuestra de lo que es capaz. Valeria descubre que Leonel le esta mintiendo. |                                                      |                           |                      |
| 32 | «Sabina es la verdadera asesina de Amara»            | 22 de diciembre de 2020   | 3.0                  |
| Mateo le entrega un recuerdo a Valeria, pero Leonel encuentra a Valeria con Mateo y le hace una escena de celos a lo cual caen a los golpes, pero logran separarlos. Mateo le entrega el anillo de compromiso a Sandy. |                                                      |                           |                      |
| 33 | «No puedo dejar de amarte»                           | 23 de diciembre de 2020   | —                    |
| Remmy, por órdenes de Leonel, tiene prohibido hablarle o intercambiar palabra con Valeria. Magdalena se encuentra con Valeria en la feria y comienzan a platicar. Sabina le confiesa a Tirso que Angelita es su hija. Valeria descubre que le robaron su diario. |                                                      |                           |                      |
| 34 | «El nuevo acalde del Rosario»                        | 24 de diciembre de 2020   | —                    |
| Dalia se entera de que Mateo ya le entregó el anillo de compromiso a Sandy. Sandy se queda a dormir en la casa de Mateo con la intención de tener intimidad con su futuro esposo, pero él la rechaza. Sandy escucha que Mateo le hizo una promesa a la Virgen, por lo que desea saber de qué se trata. Artemio le propone a Leonel convertirse en el presidente municipal de El Rosario. |                                                      |                           |                      |
| 35 | «Mostrar las garras»                                 | 25 de diciembre de 2020   | —                    |
| Remmy se encuentra con Magdalena en el pueblo y se lleva tremenda sorpresa al verle parecido con Sonia Rodríguez. Mateo le confiesa al padre Gabriel que fue muy dura su infancia por todo lo que vivió alejado de sus padres. Leonel le comenta a Minerva que Artemio ya sabe que él mató a los dos hombres. Valeria descubre que le robaron la medalla que le regaló Mateo. |                                                      |                           |                      |
| 36 | «Leonel busca a su hermano perdido»                  | 28 de diciembre de 2020   | —                    |
| Leonel investiga más a fondo sobre la familia García Durán, pues se ha enterado de que su hijo realmente esta vivo y Mateo podría estar involucrado. Mientras que Sandy advierte a Leonel sobre las sospechas que Valeria tiene hacia el, pues ella asegura que tiene su agenda y la medalla que Mateo le regaló. |                                                      |                           |                      |
| 37 | «¿Por qué te preocupas tanto por mi?»                | 29 de diciembre de 2020   | —                    |
| Leonel esta empeñado en encontrar al hijo de la familia García Durán y ha descuidado las atenciones que tiene con Valeria, así que ella ha encontrado todo ese cariño y confianza en Mateo mientras Sandy no puede controlar sus celos de que Mateo pase su mayor parte del tiempo con Valeria. Leonel, invadido por su rabia, tiene una visión que le podría cambiar la mentalidad. |                                                      |                           |                      |
| 38 | «Me muero por darte un beso»                         | 30 de diciembre de 2020   | —                    |
| Mateo y Valeria continúan viajando juntos a para que ella se realice el estudio en el hospital. Mientras tanto, Leonel se ha dado cuenta de que están juntos y decide ir a buscarlos con Sandy, aunque ambos despechados y con un largo camino que recorrer, ambos olvidan por un momento el plan y obedecen a sus más bajas pasiones. |                                                      |                           |                      |
| 39 | «Remi encuentra a la mamá de Valeria»                | 31 de diciembre de 2020   | —                    |
| La atracción entre Mateo y Valeria es cada vez más fuerte; sin embargo Valeria no se atreve a lastimar a Leonel y todo lo contrario pasa con Sandy y Leonel, pues ellos se acuestan uno con el otro a las espaldas de Valeria pero Sandy no permitirá que Mateo siga viendo a Valeria. |                                                      |                           |                      |
| 40 | «El nuevo Leonel Montes»                             | 1 de enero de 2021        | 2.1                  |
| Después de que Valeria se fue todo un día con Mateo, Leonel se ha llenado de celos y miedos de perder a Valeria y ha decidido demostrarle que será una mejor persona y una mejor pareja desde ahora, aunque podría ser otra de sus tretas para que Valeria no sospeche nada de sus planes. |                                                      |                           |                      |
| 41 | «A los enemigos hay que tenerlos cerca»              | 4 de enero de 2021        | 2.5                  |
| Leonel y Sandy tienen una fuerte pelea y él le advierte que evite jugar en su contra. Leonel intenta comprar el silencio de Remy, luego de que le confesara que ya sabe quién es la mamá de Valeria. Sandy cuestiona a Valeria sobre Mateo. |                                                      |                           |                      |
| 42 | «Leonel manda a callar a Remi»                       | 5 de enero de 2021        | 2.8                  |
| Después de que Leonel recuerda un mal momento que pasó con su papá, Valeria entra al despacho y le pide una disculpa por haber pensado mal de él. Minerva llega a la casa con unos resultados de ADN en donde le muestra a Tirso y en frente de todos, que Angelita es su hija. Por órdenes de Leonel, Remi es atacado en la calle recibiendo un grave golpe en la sien; Juan lo encuentra tirado y lo socorre. Valeria le hace un regalo a Sandy debido a su boda con Mateo. Mateo recupera un caballito de madera que le regaló don Patricio cuando el era niño y Leonel le pide a Mateo que las cosas cambien de bien. El padre Gabriel va al hospital a ver a Remi y este le dice que Leonel mando a atentar en su contra. |                                                      |                           |                      |
| 43 | «Sabina atenta contra su vida»                       | 6 de enero de 2021        | 2.6                  |
| Sabina decide atentar contra su vida, no sin antes dejar un par de mensajes entre ellos a Leonel. Remi le confirma a Magdalena que Valeria Fernández es su hija perdida. |                                                      |                           |                      |
| 44 | «¿Por qué te tengo tan metida en la piel?»           | 7 de enero de 2021        | 2.9                  |
| Valeria visita a Surem y le pide que le ayude a recordar su pasado, por lo que él le asegura que su espíritu encontró su camino y ahora debe confiar mucho en ella. Leonel confiesa que siempre creyó que Angelita era su hija. |                                                      |                           |                      |
| 45 | «Mateo le confiesa su amor a Valeria»                | 8 de enero de 2021        | 2.6                  |
| Mateo le confiesa a Valeria el amor que siente por ella, pero no pueden luchar por el, ya que ambos tienen un compromiso. Valeria le pone un alto a Leonel y Mateo le asegura a Sandy que sus celos lo están cansando. |                                                      |                           |                      |
| 46 | «El nuevo rumbo de La Noria»                         | 11 de enero de 2021       | 2.9                  |
| Leonel le informa a Dalia y a Mateo que impugnó el testamento de su papá, por lo que ahora ella ya no podrá disponer de la fortuna. Sandy está dispuesta a traicionar a Mateo y a Dalia, por lo que le informará a Leonel todo lo que haga su suegra. Leonel le asegura a Valeria que su mamá la abandonó y fue él quien la rescató. |                                                      |                           |                      |
| 47 | «Un problema serio»                                  | 12 de enero de 2021       | 3.0                  |
| Mateo trata de consolar a Valeria, tras verla llorar y ella le agradece por haberla defendido de Servando. Esmeralda le pide a Dalia que le de trabajo a Magdalena en la hacienda de los Montes, pero Mateo llega con ellas y descubre que Magdalena es la mamá de Valeria, la enfrenta pidiéndole que le diga la verdad. Leonel le asegura a Valeria que no la va a presionar y que siempre va a estar para ella. Mateo se siente cansado de estar peleando con Sandy y ella le informa a Mateo que su papá los va ayudar con la boda. |                                                      |                           |                      |
| 48 | «Cada quien con lo tuyo»                             | 13 de enero de 2021       | 2.9                  |
| Mateo se entera de que Valeria retomó sus planes de casarse con Leonel pero Valeria teme que Leonel la maltrate cuando se case con él. Valeria sale en defensa de Magdalena, luego de que escuchara a Leonel humillándola. Mateo encuentra inconsciente a Dalia. |                                                      |                           |                      |
| 49 | «Lo vas a pagar con sangre»                          | 14 de enero de 2021       | 2.7                  |
| Sandy al saber que Dalia está delicada de salud quiere impedir que Mateo se cambie el apellido, ya que si le pasa algo a su suegra, Mateo se queda como el heredero de la fortuna de don Patricio. Sabina cansada de los chantajes de Tirso intenta acabar con él, pero las cosas se salen de control. Valeria impide que Minerva corra de la hacienda a Magdalena. |                                                      |                           |                      |
| 50 | «Sandy y Leonel se dejan llevar por la pasión»       | 15 de enero de 2021       | 2.6                  |
| Sabina le confiesa a Leonel que le duele su indiferencia y cuando él se disponía a ayudarla, Sabina es detenida. Sandy y Leonel se dejan llevar por la pasión. Con ayuda de Surem, Valeria recuerda el beso que le dio Mateo en el hospital. |                                                      |                           |                      |
| 51 | «Creí que lo habías hecho por amor a mí»             | 18 de enero de 2021       | 2.4                  |
| Leonel le confiesa a Sandy que disfruta cómo están engañando a Mateo y Valeria; Sandy recibe un mensaje de Mateo. Valeria le confiesa a Mateo que recodó la razón por la cual había decidido irse de La Noria, por lo que él no duda en darle un beso. Tirso se entera de que Sabina mató a Amara por órdenes de Patricio. |                                                      |                           |                      |
| 52 | «Te tengo atravesado en el pecho»                    | 19 de enero de 2021       | 2.6                  |
| Valeria le pide a Mateo que se olvide del beso que se dieron y no se haga confusiones; sin embargo, le confiesa a Remy que está enamorada de Mateo. Después, Valeria decide buscar a Mateo para hablar y este le confiesa a Valeria que no la quiere perder. Magdalena ve llorando a Valeria en su recámara, y esta le platicá a Magdalena que se besó con Mateo y que está enamorada de él. Sandy se entera de que su prometido se besó con Valeria y se hace daño, tras escuchar la confesión de Valeria. Mateo se confiesa ante el padre Gabriel que está enamorado de otra mujer. Magdalena encuentra a Leonel y Sabina besándose. |                                                      |                           |                      |
| 53 | «Olvídame para siempre»                              | 20 de enero de 2021       | 2.8                  |
| Tras enterarse de que Valeria y Mateo se besaron, Sandy no duda en reclamarle dándole una cachetada a Valeria. Sabina descubre que Sandy mantiene una relación con Leonel. |                                                      |                           |                      |
| 54 | «El padre Gabriel rechaza oficiar la boda de Mateo»  | 21 de enero de 2021       | 2.8                  |
| Mateo y Leonel pelean por el amor de Valeria. Magdalena le confirma a Valeria que Leonel le fue infiel con Sabina. Mateo se entera de que el padre Gabriel no podrá casarlo con Sandy. |                                                      |                           |                      |
| 55 | «No sé qué estamos haciendo juntos»                  | 22 de enero de 2021       | 2.9                  |
| Magdalena le muestra a Valeria el video donde está Leonel y Sabina besándose. Sandy después de pelear con Mateo, va al centro y tiene un enfrentamiento con los habitantes de El Rosario, por lo que los humilla y de inmediato es llamada «#LadyMuertosDeHambre». |                                                      |                           |                      |
| 56 | «Voy a retomar las riendas de mi vida»               | 25 de enero de 2021       | 2.4                  |
| Valeria al sentirse confundida decide terminar su relación con Leonel, pero él al conocer la decisión de Valeria le pide que se vaya de la hacienda. Mateo le propone a Sandy cancelar su boda, ya que no es el mejor momento para casarse. |                                                      |                           |                      |
| 57 | «Sandy está embarazada»                              | 26 de enero de 2021       | 2.8                  |
| Durante una plática con Magdalena, Valeria le pide a Mateo terminar con el amor que se sienten y termina recuperando toda su memoria, a lo que le pide a Magdalena que no le diga a nadie que recuperó la memoria. Mateo encuentra desmayada a Sandy y descubre que está embarazada, retomando los planes de casarse con Sandy. |                                                      |                           |                      |
| 58 | «Luisa termina con Artemio»                          | 27 de enero de 2021       | 3.0                  |
| Valeria le confiesa a Remy que ya recordó su pasado y le pide que le diga todo lo que sabe de su niñez y de su familia. Mateo le confiesa a Valeria que estaba ilusionado con tener un futuro con ella. Sandy le paga al médico por falsificar la prueba de embarazo. Delia escucha que Mateo es hijo de don Patricio y enfrenta a Leonel. |                                                      |                           |                      |
| 59 | «Adiós para siempre»                                 | 28 de enero de 2021       | 2.8                  |
| Dalia busca la forma de proteger a Mateo ahora que se sabe que podría ser hijo de don Patricio y le hace saber a Leonel que tanto a él como a Mateo, se les realizará una prueba de ADN para saber si ellos dos, son hermanos. Mateo visita la tumba de don Patricio y Valeria lo sorprende. Valeria esta segura de la decisión que tomó y junto con Remy se van del Rosario. |                                                      |                           |                      |
| 60 | «¿Yo hijo de don Patricio?»                          | 29 de enero de 2021       | 2.8                  |
| Remy le asegura a Valeria que haberse ido del Rosario fue la mejor decisión que ha tomado. Dalia le pide a Mateo que se realice la prueba de ADN ya que existe la posibilidad de que sea hijo de don Patricio, Leonel se opone a realizarse la prueba de ADN. Valeria le avisa al padre Gabriel se ya no vivirá en El Rosario. Mateo se entera de que Valeria se fue del pueblo y Dalia le pide a Mateo que ya no piense en Valeria. Mateo se entera de que detuvieron al padre de Sandy. |                                                      |                           |                      |
| 61 | «Sandy y Mateo se casan»                             | 1 de febrero de 2021      | 2.7                  |
| Aunque podría ser el día más feliz para Mateo no lo fue, ya que durante su boda con Sandy dudó en casarse con ella, por su parte Sandy tuvo que aguantarse todas las críticas de los invitados por no entrar a la celebración, del brazo de su padre. Leonel encuentra a Valeria y le pide que regrese a la hacienda. |                                                      |                           |                      |
| 62 | «Ahora sí soy tu mujer»                              | 2 de febrero de 2021      | 2.5                  |
| Sandy rechaza a Mateo en su noche de bodas, por lo que él decide salir a tomar un poco de aire y se encuentra con Valeria. Sandy encuentra a Mateo con Valeria y cree que se pusieron de acuerdo para verse en dicho hotel. Leonel le hace pasar un mal momento a Mateo. |                                                      |                           |                      |
| 63 | «¿Te quieres casar conmigo?»                         | 3 de febrero de 2021      | 2.6                  |
| Mateo llega borracho al cuarto de Valeria y le confiesa que le hubiera gustado haberse casado con ella. Sandy sospecha que Mateo estuvo con Valeria en su recámara. Leonel y Sandy vuelven a estar juntos, discuten pero terminan besándose. Aarón descubre las atrocidades de Minerva tras ver que ella se estaba robando cheques y documentos personales. Leonel le propone matrimonio a Valeria. |                                                      |                           |                      |
| 64 | «Empezamos con el pie izquierdo»                     | 4 de febrero de 2021      | 2.6                  |
| Sandy le reprocha a Mateo lo mal que se la está pasando en la luna de miel, por lo que él le propone tener un momento romántico. Sandy a través de unas fotografías le exige a Valeria alejarse de Mateo. Mateo cree que Sandy está interesada en la herencia de don Patricio. |                                                      |                           |                      |
| 65 | «Una segunda oportunidad»                            | 5 de febrero de 2021      | 2.9                  |
| Sandy le confiesa a su mamá que está feliz ya que de comprobarse que Mateo es hijo de don Patricio, ella se volverá millonaria y podrá viajar por el mundo. Leonel intenta tener intimidad con Valeria, pero ella le pide tiempo. Tras regresar con Leonel, Valeria le comenta que desea tomar el control de su dinero. |                                                      |                           |                      |
| 66 | «¡Eres un Montes!»                                   | 8 de febrero de 2021      | 2.8                  |
| Tras varios días de espera, finalmente el médico le entrega los resultados de la prueba de ADN a Dalia y se confirma que Mateo es hijo de don Patricio Montes, por lo que Leonel reacciona de manera molesta al conocer la noticia. Valeria le pide a Mateo que luche por su lugar en la casa de los Montes. Artemio tiene en la conciencia el error de haber golpeado a Luisa. |                                                      |                           |                      |
| 67 | «Somos familia»                                      | 9 de febrero de 2021      | 2.7                  |
| Mateo sigue sin creer que es hijo de Patricio Montes, pero Dalia y el padre Gabriel se encargan de convencerlo de que se vaya a vivir a la casa grande para luchar por lo que le corresponde. Leonel cree que su medio hermano se quiere quedar con el amor de Valeria. Dalia le informa a Esmeralda que Mateó es un Montes. |                                                      |                           |                      |
| 68 | «Nunca te voy a olvidar»                             | 10 de febrero de 2021     | 2.5                  |
| Mateo al saber que va a vivir bajo el mismo techo que Valeria, le pide hacer un pacto como amigos para evitar los conflictos. Leonel le regala su casa de campo a Valeria para que la convierta en su comedor comunitario, además le confirma que ha tomado parte de su dinero. Sandy escucha decir a Mateo que sigue pensando en Valeria. |                                                      |                           |                      |
| 69 | «Carta a una madre»                                  | 11 de febrero de 2021     | 2.6                  |
| Valeria le aconseja a Mateo que le pida ayuda a Leonel para el proyecto de los caballos purasangre, por lo que el acepta. Valeria le redacta una cara a su mamá y Magdalena escucha las palabras que le dedica su hija. Leonel le promete a Sandy que no dejará que Mateo y Valeria terminen juntos. Eva le hace una propuesta indecorosa a Artemio. |                                                      |                           |                      |
| 70 | «Un nuevo rumbo»                                     | 12 de febrero de 2021     | 2.7                  |
| Valeria le avisa a Leonel que tendrá que viajar a la capital por motivos de trabajo. Sandy al ver que no ha podido quedar embarazada y que necesita mantener su mentira, es chantajeada por su médico, por lo que le pide a Dalia 250 mil pesos, pero ella se los niega. Leonel le propone matrimonio a Valeria. |                                                      |                           |                      |
| 71 | «¿Por qué tienes que casarte con él?»                | 15 de febrero de 2021     | 2.4                  |
| Valeria acepta casarse con Leonel y Mateo los felicita por su nuevo compromiso, sin embargo, Mateo aprovecha que está sola Valeria y le reclama por haberle dado el sí a su medio hermano, Sandy sigue haciéndole daño a Dalia, sin importar que sea su suegra, la intoxica echándole un polvo venenoso a su té. |                                                      |                           |                      |
| 72 | «Una maldición en la familia»                        | 16 de febrero de 2021     | 2.3                  |
| Mateo lleva a Dalia al hospital donde le informan que sufrió un accidente cerebrovascular. Mateo al conocer el diagnóstico de su mamá sufre al no poder hacer nada por ella, por lo que Valeria lo consuela y le regresa su medalla para que se la coloque y así pueda sanar pronto. Sandy implora para que la familia de Dalia no descubra que ella alteró los medicamentos. |                                                      |                           |                      |
| 73 | «Soltar una bomba»                                   | 17 de febrero de 2021     | 2.3                  |
| Valeria esta desesperada por encontrar a su mamá y Leonel al saber que Remy le puede confesar a Valeria quién es su mamá, lo amenaza de muerte. Mateo le coloca la medalla de la Virgen a Dalia para que se recupere pronto de su situación de salud. Leonel le revela a Mateo que se acostó con Sandy, pero el hijo de Dalia no le cree y lo agarra a golpes. |                                                      |                           |                      |
| 74 | «Lo mejor que nos pudo pasar»                        | 18 de febrero de 2021     | 2.4                  |
| Sandy niega rotundamente las declaraciones de Leonel, pero ella le reclama a Leonel por decirle a Mateo que se habían acostado. Remy se defiende de las acusaciones de Leonel. Mateo rechaza la decisión del juez y cree que hubo mano negra en la decisión, asegura que Riverol le advirtió el plan de Leonel. Mateo le pide a Valeria que no crea lo que le dijeron en las llamadas. |                                                      |                           |                      |
| 75 | «Limar asperezas»                                    | 19 de febrero de 2021     | 2.4                  |
| Remy le promete a Valeria que a su regreso de la Ciudad de México, le hablará de su mamá, por lo que ella emocionada de platicá a Leonel y él decide que debe quitarlo de su camino, así que aprovecha que Remy está solo para asesinarlo. Para no confesar que Magdalena es la madre de Valeria, Sandy le pide a Leonel 250 mil pesos. |                                                      |                           |                      |
| 76 | «No confió en ella»                                  | 22 de febrero de 2021     | 2.4                  |
| Mateo le asegura a Valeria que Leonel no es un hombre para ella y se besan, pero ella le responde con una cachetada. Sandy le entrega el dinero al doctor para que guarde silencio. Dalia le asegura a Sandy que está dispuesta a prestarle el dinero para su papá y Valeria escucha la conversación de Sandy, descubriendo que ella no está embarazada. Esmeralda se entera de que su hermana estuvo delicada de salud y Mateo duda de la palabra de Valeria después que la quiso desenmascarar a Sandy con el. |                                                      |                           |                      |
| 77 | «Tiempos oscuros»                                    | 23 de febrero de 2021     | 2.4                  |
| Valeria le externa a Leonel su preocupación por Remy, por lo que él se ofrece ayudarla para dar con el paradero de su amigo, pero también se enteran de que Magdalena fue secuestrada; Valeria tiene un mal presentimiento de la situación. Dalia le pide a Esmeralda que busque a la mamá de Mateo si a ella le pasa algo. Mateo sale en defensa de Sandy frente a Valeria. Remy es rescatado por Surem y le pide que no le diga a nadie que está vivo. |                                                      |                           |                      |
| 78 | «Matar dos sapos de una pedrada»                     | 24 de febrero de 2021     | 2.6                  |
| Mateo le confiesa a Sandy que Valeria duda de que esté embarazada. Valeria enfrenta a Leonel sobre su supuesta infidelidad y Artemio se siente rechazado por Luisa. Mateo se entera de que Valeria y Leonel ya tienen fecha para su boda, y le confiesa a Dalia que desea conocer a su verdadera mamá. |                                                      |                           |                      |
| 79 | «Tú me haces ser mala»                               | 25 de febrero de 2021     | 2.7                  |
| Valeria tiene la cortesía de avisarle a Mateo que viajará a la Ciudad de México, por lo que le encarga los trabajos del comedor comunitario, pero ambos comienzan a platicar sobre la confianza y ella cree que le oculta algo. Sandy sigue sin poder quedar embarazada y al saber que Valeria duda de su embarazo, le advierte que no se meta con ella y para dejar las cosas claras, le da una cachetada. Leonel toma el celular de Remy y le mana mensajes a Valeria haciéndose pasar por el. Basurto le declara su amor a Magdalena. Valeria llega emocionada con Leonel y le dice que Remy ya apareció y hasta le prometió que a su regreso, le dirá toda la verdad sobre su mamá. Surem escucha decir a Remy que Valeria corre peligro. |                                                      |                           |                      |
| 80 | «Monstruo»                                           | 26 de febrero de 2021     | 2.5                  |
| Sandy visita a su papá y le confiesa que no está embarazada, por lo que él le promete ayudarla. Leonel se entera de que compartirá la administración de los bienes de su papá con Dalia, tal y como lo ordenó el juez. Aarón llega a la habitación de Dalia y le confiesa que Esmeralda podría ser la mamá de Mateo. Servando intenta matar a Magdalena. Dalia se niega a entender que su hermana podría ser la mamá de Mateo. Basurto salva a Magdalena y Sandy vuelve a estar con Leonel, con la esperanza de embarazarse. |                                                      |                           |                      |
| 81 | «Duda legítima»                                      | 1 de marzo de 2021        | 2.4                  |
| Valeria pronuncia el nombre de Mateo, mientras se besa con Leonel. Aarón siente mucha culpa por ocultar la verdad sobre la madre de Mateo, por lo que decide mandarle una carta a Dalia y después atenta contra su vida. Mateo se entera de que Valeria confundió a Leonel con él mientras se besaban, por lo que ella le pide que se aleje, que ya no la busque. Sandy escucha a Mateo mientras habla con el padre Gabriel sobre que está dudando del embarazo de su esposa, por lo que ella se siente humillada, pero Mateo al ver su reacción, solo le pide perdón. |                                                      |                           |                      |
| 82 | «Soy tu madre»                                       | 2 de marzo de 2021        | 2.5                  |
| Mateo le confiesa al padre Gabriel que duda que el bebé que espera Sandy sea de él, ya que Leonel le confesó que se acostó con la hija de Artemio. Valeria le pide a Leonel que arregle sus diferencias con Remy. Leonel le paga a su amante para que se haga pasar por la mamá de Valeria, por lo que planea todo para que se conozcan y le haga pasar un momento humillante. Esmeralda hiere con sus palabras a su hermana Dalia. |                                                      |                           |                      |
| 83 | «La caja de pandora»                                 | 3 de marzo de 2021        | 2.5                  |
| Valeria le asegura a Leonel que no cree que la mujer que conoció en el bar sea su mamá. Dalia le revela a Mateo que Esmeralda podría ser su mamá. Tras conocer la verdad, el padre Gabriel trata de que Esmeralda y Dalia arreglen el malentendido, pero ella se niega y asegura que su hermana fue cómplice de Patricio. Chacho se pone celoso de Bere y le pide que se regrese al pueblo. Carlo invita a cenar a Sabina y la sorprende al proponerle que trabaje con el, por lo que ella acepta. Esmeralda llega al negocio de Carlo y se encuentra con Sabina. Dalia descubre que su hermana Esmeralda se fue de la casa. |                                                      |                           |                      |
| 84 | «Mateo es tu hijo»                                   | 4 de marzo de 2021        | 2.4                  |
| Magdalena se comunica con Basurto para comentarle que está dispuesta a confesarle la verdad a Valeria, así sea lo último que haga en su vida. Cipriano se comunica con Servando para venderle información sobre Magdalena. Magdalena se comunica con Valeria y le comenta que quiere verla, pero en ese momento aparece Servando, por lo que sale corriendo dejando preocupada a Valeria, por su parte ella se comunica con Mateo para asegurarle que Magdalena corre peligro. Aarón le confiesa a Esmeralda que Mateo es su hijo; Mateo al saber que podría ser hijo de Esmeralda busca una explicación de Aarón. Valeria descubre las mentiras de Leonel. Minerva recuerda su romance con Eliseo. |                                                      |                           |                      |
| 85 | «Yo soy tu madre»                                    | 5 de marzo de 2021        | 2.3                  |
| Tras confesarle toda la verdad, Aarón le pide a Esmeralda que lo deje en paz, pero ella no se piensa ir. Luisa regresa a la casa de Artemio y él cree que lo hizo para salvar a Manero, por lo que la vuelve amenazar. |                                                      |                           |                      |
| 86 | «La hora de la verdad»                               | 8 de marzo de 2021        | 2.5                  |
| Magdalena le confiesa a Valeria que tras su nacimiento, ella se vio en la necesidad de buscar trabajo para sacarla adelante, pero se topó con la maldad de un mal hombre que con engaños, se la llevó para introducirla a una red de trata de blancas. Mateo cree que su matrimonio con Sandy ya no da para más, por lo que ella lo amenaza diciéndole que si se atreve a dejarlo, nunca podrá conocer a su bebé. Valeria rompe su compromiso con Leonel y él para impedirlo intenta darle un beso, pero ella reacciona dándole una cachetada. Sandy se entera de que Leonel terminó con Valeria, pero ella le pide que la busque de lo contrario, Valeria se va a ir con Mateo. Valeria le confiesa a Dalia que su tía trató de prostituirla cuando era una adolescente. |                                                      |                           |                      |
| 87 | «Aarón intenta quitarse la vida»                     | 9 de marzo de 2021        | 2.6                  |
| Artemio obliga a Luisa a comprometerse con el frente al profesor Vicente. Eva se entera de la presencia de Luisa y se niega a darle el divorcio a Artemio, pero el la amenaza. Leonel tiene otra visión con su padre y confiesa que pretende ser diferente a su progenitor. Bere recibe felicitaciones por su presentación, pero 'Chacho' se lleva una sorpresa. Mateo descubre el atentado del doctor Aarón, pero hace todo lo posible por ayudarlo. Sabine y Leonel comienzan una discusión en la que él le jura no será la señora Montes, este problema llega hasta los golpes. |                                                      |                           |                      |
| 88 | «El verdadero Leonel Montes»                         | 10 de marzo de 2021       | 2.7                  |
| Mateo se entera de que Patricio lo rescató del incendio, pero nunca supo que se trataba de su hijo, ya que Aarón nunca tuvo el valor de confesárselo. Valeria le asegura a Sandy que su actitud ocasiona que Mateo la rechace. Leonel está dispuesto a tomar la riendas de la hacienda, por lo que borrará toda evidencia de don Patricio y lo quema en su tumba. Mateo le confiesa a Valeria que la necesita. Mateo le confiesa a Valeria que la ama, por lo que está dispuesto a luchar por su amor. Valeria y Mateo se besan entregándose a la pasión. |                                                      |                           |                      |
| 89 | «Valeria se va de La Noria»                          | 11 de marzo de 2021       | 2.8                  |
| Mateo le promete a Valeria que la va a proteger de todo mal. Mateo le confiesa a Sandy que dejó de amarla, ya que ella solo piensa en la herencia y vivir llena de lujos, mientras que para el, su vida está en el campo y su matrimonio es un infierno, pero ella le asegura que no piensa dejarle el camino libre. Valeria no quiere destruir el matrimonio de Mateo. Mateo vuelve a juntar a Esmeralda y a Dalia, pero ellas comienzan a pelear, por lo que Mateo les asegura que no se va a poner en medio de sus problemas. Valeria vuelve a ver a Remy. |                                                      |                           |                      |
| 90 | «Mereces que te mate»                                | 12 de marzo de 2021       | 2.4                  |
| Leonel llega a la cabaña de Surem dispuesto a llevarse a Valeria, pero al ver que Remy está vivo comienza a golpearlo tan fuerte, que le provoca la muerte. Leonel le ordena a Servando que incendie la cabaña de Surem y Valeria es testigo de la trágica muerte de su único amigo. Valeria al ver que corre peligro, toma una pistola y le apunta a Leonel, pero el logra quitársela. Dalia ya no tiene ganas de vivir. Valeria enfrenta a Leonel y le asegura que va a pagar por todo el daño que ha ocasionado, por lo que decide drogarla. Mateo está preocupado por Valeria. Basurto comienza con las investigaciones por el incendio de la cabaña de Surem. Leonel se entera de que Servando será detenido y Minerva descubre que Patricio mató a Eliseo. |                                                      |                           |                      |
| 91 | «Del infierno no sale»                               | 15 de marzo de 2021       | 2.4                  |
| Mateo visita al inspector Basurto y le comenta que algo malo le sucedió a Valeria, Leonel toma el celular de Valeria y lee todos los mensajes que se han mandado Valeria y Mateo. Aarón es detenido por robo de infante. Valeria sabe que por el bien de ella y el de Mateo debe acatar todo lo que le dice Leonel. Sandy le asegura a Mateo que no lo quiere perder. Mateo ve llegar a Valeria con Leonel y el la cuestiona sobre Surem, por lo que Valeria le confiesa que Leonel mató a Remy y Surem, además de que provocó el incendio de la cabañita. Leonel encuentra a Mateo con Valeria y al descubrir que ya sabe toda la verdad, le dispara en la frente. |                                                      |                           |                      |
| 92 | «Artemio es el padre de Tito»                        | 16 de marzo de 2021       | 2.4                  |
| Valeria cree que en realidad mataron a Mateo, pero despierta de su pesadilla y Magdalena logra tranquilizarla. Mateo le confiesa a Dalia que algo le pasa a Valeria. Minerva pide hablar con Carlo. Basurto llega a la hacienda para interrogar a Valeria sobre lo sucedido en la cabaña de Surem, pero Leonel se adelanta y le cuenta a su manera cómo sucedieron las cosas. Leonel se molesta al saber que Aarón le ocultó la verdad sobre Mateo. Hermilio le confiesa al padre Gabriel que Artemio es el papá de Tito. Valeria le reitera a Mateo que se va a casar con Leonel, pero él le suplica que le diga la verdad. |                                                      |                           |                      |
| 93 | «Ya nada me queda en esta vida»                      | 17 de marzo de 2021       | 2.4                  |
| Mateo le pide a Valeria que piense las cosas y que no se case con Leonel, ya que él no la ama. Valeria le asegura a Mateo que le debe su vida a Leonel ya que la sacó de la miseria. Valeria llora en su habitación y Angelita trata de consolarla. Valeria al escuchar cómo Sandy le pide las cosas a Magdalena le pone un alto, lo que provoca una fuerte discusión. Esmeralda le reitera su apoyo a Mateo y Magdalena le asegura a Basurto que no se haga ilusiones con ella. Magdalena le pide perdón a Valeria y ella con un abrazo borra todo el dolor que vivió cuando se quedó sola. Leonel le asegura a Sandy que la única mujer que puede dar órdenes en la hacienda es Valeria. Valeria descubre que Tito es hijo de Artemio Cabrera. |                                                      |                           |                      |
| 94 | «Poner reglas»                                       | 18 de marzo de 2021       | 2.5                  |
| Valeria al ver que se aproxima su boda con Leonel le hace saber sus peticiones, por lo que le prohíbe que la toque como mujer y le exige más respeto a Magdalena, Leonel al saber sus condiciones, la amenaza con matar a sus seres queridos si falta a su promesa de no meterse con Mateo. Leonel le pide a Sandy que organice su boda con Valeria. Esmeralda le aconseja a Mateo que se olvide de Valeria y que acepte su decisión. Uriel le vende a Sandy un ultrasonido de un bebé con los meses que supuestamente tiene ella. Esmeralda y Leonel se declaran la guerra y Artemio planea sacar de su testamento a Berenice. |                                                      |                           |                      |
| 95 | «¡Eres una hipócrita!»                               | 19 de marzo de 2021       | 2.5                  |
| Valeria junto con el padre Gabriel buscan a Artemio para enfrentarlo por abandonar a su hijo Roberto Arana, más conocido como Tito. Artemio al sentirse agredido, reacciona de manera violenta con Valeria. Mateo busca a Sandy en el despacho de Leonel y los encuentra besándose, por lo que el hijo de don Patricio lo provoca y se hacen de golpes, en el que Sandy también sale afectada. Artemio está preocupado que este escándalo lo pueda afectar en las próximas elecciones. Valeria corre el riesgo de ser denunciada por secuestro, ya que Artemio se entera de que Tito está resguardado en la hacienda desde hace varias semanas y no dieron parte a las autoridades. Artemio le asegura a Valeria y al padre Gabriel que piensa hacerse responsable de Tito, por lo que Leonel está dispuesto a entregar al menor. Sandy le comenta a Mateo que se refugió en los brazos de Leonel ya que se sentía triste. Eva y Berenice le confiesan a Sandy que su papá tiene otro hijo. Valeria pone en duda las palabras de Mateo, por lo que el hijo de Esmeralda se molesta al ver la actitud de la mujer que ama. Valeria le confiesa a Mateo que Artemio es el papá de Tito. Artemio le pide a Luisa que lo ayude a cuidar a Tito. |                                                      |                           |                      |
| 96 | «Artemio se lleva a Tito»                            | 22 de marzo de 2021       | 2.5                  |
| Valeria le pide a Sandy que interceda por Tito, pero ella se niega a ayudar a su medio hermano. Valeria no duda en decirle "basura" a Sandy tras descubrir que solo está interesada en la herencia de la familia de los Montes. Tito se entera de que Artemio Cabrera es su papá. Angelita no permite que su mamá se exprese mal de su amigo Tito por lo que sale en su defensa y a ella la corre de su recámara. Mateo llora al saber que Tito ya no va a vivir con ellos. Esmeralda se entera de que Minerva siempre estuvo enamorada de Eliseo. Mateo le asegura a Sandy que entre ellos dos ya no hay amor. Sandy le comenta a Uriel que si sigue apoyándola, no le faltará dinero. |                                                      |                           |                      |
| 97 | «No tengo nada, Valeria»                             | 23 de marzo de 2021       | 2.4                  |
| Valeria le asegura a Mateo que Sandy no solo se acostó una vez con Leonel, sino varias veces, así se lo confirmó Sandy en el hospital. Mateo le hace saber que se está muriendo al saber que no puede estar con ella y al ver su indiferencia, le pide que se vaya. Mateo llama "miserable" a Artemio por lo que le hizo a Tito y por desaparecer a Dorotea, de inmediato, Artemio le da un fuerte golpe. Sabina culpa a Tito por el desmayo de Angelita, por lo que intenta golpearlo, pero Valeria sale en su defensa y se hacen de golpes. Valeria le asegura a Sabina que es una "pésima mamá". Esmeralda no permitirá que Sandy sea una aprovechada con Mateo por lo que le advertirá que su hijo no está solo. Dalia le asegura a Sabina que no permitirá que le haga daño a Tito. Sabina se niega a que Angelita sea atendida por un médico. |                                                      |                           |                      |
| 98 | «¡Se roban a la novia!»                              | 24 de marzo de 2021       | 2.6                  |
| Leonel al ver llegar a Valeria con Mateo a la inauguración del restaurante de Carlo se molesta y le pide una explicación. Carlo le asegura a Esmeralda que no ve su vida con nadie más que con ella. Llega el día de la boda de Valeria y Leonel. Tirso conoce a la tía de Valeria y ella le cuenta toda la verdad sobre lo que le hizo Leonel Montes. Valeria con el corazón destrozado confiesa que acepta casarse con Leonel para salvarle la vida a Mateo. Mateo al tratar de convencer a Valeria que no se case con Leonel, ella le pide que respete sus decisiones, pero él se niega a aceptarlo ya que la ama y lo que pasó entre ellos, no fue un error. Mateo esta dispuesto a enfrentar al mundo, solo por Valeria. |                                                      |                           |                      |
| 99 | «Valeria acepta ser la esposa de Leonel Montes»      | 25 de marzo de 2021       | 2.6                  |
| Sabina le pide a Leonel que no se case con una mujer que no ama y que él se ha cansado de traicionar. Mateo se niega a ir a la boda de Valeria y Leonel, por lo que aprovecha el momento para cuestionar a Sandy sobre quién es el papá del bebé que espera, por lo que le pide a Sandy realizarle una prueba de ADN al bebé. Nadia acepta que prostituyó a Valeria con tal de obtener un poco de droga. Esmeralda le pide ayuda a Carlo para convencer a Dalia que Sandy es una mala persona para Mateo. Tras una larga espera, Valeria finalmente llega a la iglesia donde ya la espera Leonel, quien al verla vestida de novia, le dice que se ve hermosa. Sandy obliga a Mateo a ir a la boda de Valeria y Leonel. |                                                      |                           |                      |
| 100 | «Los tiempos de Dios son perfectos»                  | 26 de marzo de 2021       | 2.4                  |
| Mateo le confiesa al padre Gabriel que no quiere que el bebé que espera Sandy nazca en una familia rota y le reitera que siente mucho coraje por lo que le hizo Valeria. Leonel le asegura a Valeria que ahora les toca ser felices para siempre. Esmeralda no piensa perdonar a Aarón. Leonel le asegura a Valeria que comienza a cansarse de su indiferencia. Mateo le confiesa a Carlo que el día que se casó Valeria, algo murió en él y le reitera que ya no soporta los celos de Sandy. Basurto no cree que Servando sea inocente y sospecha que todo es un plan de Leonel. Vicente le comenta a Tito que lo va ayudar a encontrar a su mamá. Lorenzo le confiesa a Tito que Corina ya piensa en casarse, pero él no quiere. Leonel le propone a Basurto seguir con su puesto, pero él se niega a aceptarlo. Los abogados le informan a la familia Montes y a Dalia, que ya hay una resolución del juez y están por descubrir quiénes serán los dueños de los bienes de don Patricio. |                                                      |                           |                      |
| 101 | «Ahora yo mando y el obedece»                        | 29 de marzo de 2021       | 2.4                  |
| Leonel enloquece al saber que el juez le otorgó a Dalia todo el poder sobre la herencia de don Patricio. Sandy celebra que la herencia es para Dalia y Mateo, ya que ella saldrá beneficiada. Basurto le pide una oportunidad a Magdalena y Eva planea hacerle la vida imposible a Luisa. Minerva le sugiere a Leonel mancharse las manos de sangre para que recupere lo que le corresponde. Dalia nombra a Mateo como el nuevo administrador de La Noria. Valeria le pide a Mateo que no provoque a Leonel ya que no tiene idea de lo que es capaz. Sandy le informa a Artemio que el juez falló a favor de Dalia y Mateo, por lo que su suegra vuelve a tomar el control de la herencia de don Patricio. Tirso le pide a Dalia que le dé una oportunidad en la hacienda para que pueda estar cerca de Angelita. |                                                      |                           |                      |
| 102 | «El último hombre con el que me casaría»             | 30 de marzo de 2021       | 2.4                  |
| Luisa sorprende a Artemio al decirle que no se piensa casar con el, por ser un hombre golpeador y le desea que se quede solo por el resto de su vida. Leonel logra abrir el granero y Valeria le asegura que se quedó encerrada con Mateo por accidente. Artemio encuentra una carta que le dejó Luisa. Tras ver el problema que se ocasionó, Angelita y Tito confiesan las razones de su travesura, por lo que Leonel muy molesto comienza a insultar a Tito, pero Valeria sale en su defensa. Mateo se entera de lo sucedido con su suegro y Sandy lo culpa de que no pudo consolar a su papá. Valeria cuestiona a Mateo si todo está bien con Sandy, luego de que se quedaron encerrados en el granero. Eva consuela a Artemio quien está destrozado por el rechazo de Luisa y Leonel vuelve a tener otra alucinación. |                                                      |                           |                      |
| 103 | «Me estoy ahogando»                                  | 31 de marzo de 2021       | 2.3                  |
| Artemio le asegura a Leonel que tras el abandono de Luisa, el no se compromete a cuidar de su hijo, ya que es un niño muy rebelde y destaca que Tito es muy feliz en La Noria. Artemio se pone a las órdenes de Leonel por si necesita actuar en contra de Mateo o de Dalia. Valeria aprovecha que está con su mamá y le confiesa que Leonel asesinó a Remy. Moreno encuentra a Bere en los brazos de otro hombre. Sabina recibe una mala noticia de Angelita. Mateo escucha decir a Sandy que su bebé puede ser de Leonel, por lo que el al pedirle una explicación ella comienza a sentirse mal, pero Mateo ya no le cree y piensa que solo lo está chantajeando. Tirso le confiesa a Valeria y a Magdalena todo el daño que le ocasionó Leonel a su tía Nadia. |                                                      |                           |                      |
| 104 | «Esta batalla va a ser muy fuerte»                   | 1 de abril de 2021        | 2.0                  |
| Valeria le reclama a Leonel por mandar a su tía Nadia al psiquiátrico y el reconoce que lo hizo, además de robar su dinero como modelo. Artemio hará todo para que su hija compruebe que el hijo que espera es de Mateo, pero el está enfocado en desenmascararla. Sabina y Tirso reciben la noticia que Angelita necesita de un trasplante de riñón a causa de la insuficiencia renal que padece. Sabina rompe en llanto porque se siente culpable de lo que pasa con su hija. |                                                      |                           |                      |
| 105 | «Sandy le declara la guerra a Mateo»                 | 2 de abril de 2021        | 1.9                  |
| Mateo trata de solucionar su divorcio con Sandy, pero ella se opone. Valeria no quiere seguir al lado de Leonel, pero el la amenaza con abusar de ella. Sandy amenaza a Mateo con impedirle la convivencia con su hijo, pero el está dispuesto a llegar hasta las últimas consecuencias. Mateo le pide a Valeria que le confiese lo que pasó en el monte, pero ella se opone a decir la verdad. Mateo enfrenta a Leonel por haberse metido con su mujer y hace un llamado a las personas del pueblo para pensar mejor por quien votan. El padre Gabriel intenta que Chacho reflexione sobre sus errores con Berenice. Sabina se siente culpable por lo que ocurre con su Angelita y Leonel le reprocha por no hacer caso a su hija. Valeria está a punto de tener acercamiento con su tía Nadia y espera que le ayude a encarcelar a Leonel. |                                                      |                           |                      |
| 106 | «Yo soy tu papá»                                     | 5 de abril de 2021        | 2.5                  |
| Minerva al ver que la vida de Angelita está en peligro, revela que Leonel es el padre de la menor y confiesa que alteró las pruebas de ADN para que Sabina no obtuviera más beneficios de la familia Montes. Luisa descubre que espera un hijo de Artemio Cabrera. Sabina le promete a Angelita que cuando se recupere le contará toda la verdad, por su parte, Leonel le asegura a su hija que van a estar más cerca que nunca. Luisa tiene miedo de que Vicente la rechace ahora que se entere de que espera un hijo de Artemio. Dalia le pide a Sandy una explicación de todas sus mentiras y le exige que le diga cuántas semanas tiene de embarazo, pero ella se niega. Leonel culpa a Sabina de la enfermedad de Angelita y le asegura que su hija necesita estar lejos de una mujer como ella. Tito desea ser el donador de riñón para Angelita, pero al conocer que no puede, rompe en llanto. |                                                      |                           |                      |
| 107 | «Dos donadores para Angelita»                        | 6 de abril de 2021        | 2.5                  |
| Leonel al conocer que su mamá le ocultó la verdad, le asegura que para el ya está muerta, pero ella tiene miedo de las acciones que pueda tener su hijo en su contra. Nadia se niega ayudar a Valeria para denunciar a Leonel. Leonel le muestra a Artemio una carpeta en donde se demuestra un desfalco de dinero durante su gestión en le municipio, por lo que es detenido por fraude. Mateo y Leonel son compatibles para poderle donar un riñón a Angelita. Valeria le asegura a Mateo que Leonel tiene la última palabra para ver quién se convierte en el donante de Angelita, pero le deja en claro que no podría soportar si algo malo le pasara a él. Sandy le desea lo peor a Mateo para que pueda quedarse con su fortuna. |                                                      |                           |                      |
| 108 | «Unidos por Angelita»                                | 7 de abril de 2021        | 2.4                  |
| Basurto le asegura a Tirso que si en verdad ama a Magdalena, lo mejor es que el se vaya del pueblo para que le deje el camino libre. Magdalena firma los documentos para que su hermana pueda salir de la clínica psiquiátrica, pero Nadia se niega ya que le tiene miedo a Leonel. Leonel se entera de que no podrá donarle su riñón a Angelita, ya que tiene el virus del herpes simple —también conocido como VHS—, por lo que el médico le aconseja a Valeria realizarse unos estudios para descartar que ella también tenga dicho virus. Leonel busca a Mateo para agradecerle todo lo que está haciendo por Angelita. Mateo busca al Dr. Aarón para hacerle saber que ya lo perdonó y asegurarle que se siente agradecido con el por todo el cariño que le dio y por siempre cuidar de él. |                                                      |                           |                      |
| 109 | «Artemio escapa de la justicia»                      | 8 de abril de 2021        | 2.4                  |
| Valeria se despide de Mateo antes de que ingrese al quirófano y le asegura que todo va a estar bien, no sin antes confesarle que lo ama, acompañado de un tierno beso. Artemio escapa del hospital con ayuda de Eva. Sandy le propone a Uriel que la ayude acabar con Mateo y como recompensa le dará una buena cantidad de dinero, pero él le pide otra cosa. Dalia y Valeria hacen las paces. Leonel le hace saber a Sandy que tiene el virus del VHS, por lo que cree que ella es la culpable. Basurto le pide a Eva que le diga dónde está Artemio. Lorenzo termina con Corina. |                                                      |                           |                      |
| 110 | «No quiero que te pase nada»                         | 9 de abril de 2021        | 2.5                  |
| Ante los comentarios de Facundo, Came decide perseguir a Juan y descubre que es gay, por lo que lo enfrenta y molesta, le pide que no la vuelva a buscar. Tras informarle a la familia que el trasplante de Angelita fue todo un éxito, el médico le hace saber que Mateo está en coma, ya que presentó un paro cardiorrespiratorio agudo, por lo que su situación es delicada. Valeria entra a la habitación de Mateo para pedirle que luche por su vida y le asegura que va estar pendiente así como el lo hizo en su momento, Valeria le coloca la medalla de la Virgen para que pueda sanarlo. Tirso acepta salir con Magdalena. Basurto cree que Tirso fue cómplice de Artemio para que se fugara del hospital, por lo que le advierte que se atenga a las consecuencias. Magdalena está segura que Basurto está combinando lo personal con lo profesional. Eva le asegura a Bere que se siente sola. Sandy llega al consultorio de Uriel y le hace saber que Leonel tiene VHS e indignada le asegura que Leonel la culpa de haberlo contagiarlo. Angelita y Tito le graban un video a Mateo para que se recupere pronto. |                                                      |                           |                      |
| 111 | «Para que dejes de sufrir»                           | 12 de abril de 2021       | 2.4                  |
| Sandy ingresa a la habitación de Mateo y le inyecta una sustancia para provocarle la muerte. Los médicos intentan reanimar a Mateo, pero es imposible. Artemio se da cuenta de que sus cuentas bancarias fueron bloqueadas. Valeria busca a su tía Nadia para tratar de convencerla para que denuncie a Leonel. Juan llega a la fonda para pedirle perdón a Came y ella le pide a Juan que enfrente su realidad. El médico Arellano le informa a la familia que Mateo sufrió un paro cardiorrespiratorio, por lo que su condición sigue siendo crítica. Valeria y Sandy se confrontan en el hospital por Mateo. Sabina le pide perdón a Angelita y sorprende a su hija con sus detalles. Tito le comenta a Angelita que quiere ayudar a Riverol para que se le declare a Dalia. Una enfermera encuentra la jeringa con la que Sandy intentó matar a Mateo. |                                                      |                           |                      |
| 112 | «Mateo despierta del coma»                           | 13 de abril de 2021       | 2.5                  |
| Valeria le pide a Mateo que luche por su vida y justo en ese momento, el reacciona y le aprieta su mano. Leonel recibe la llamada del señor gobernador y le pide que detenga la investigación en contra de Artemio Cabrera, ya que dejó de ser un fugitivo. Leonel le da la orden a Servando de que le cierre la boca a Artemio para siempre, además de que no debe perderle la pista a Eva, ya que ella es el elemento clave para dar con Artemio. Valeria se reencuentra con su tía Nadia. Valeria le pide a su tía Nadia que la ayude a denunciar a Leonel ya que ella no tiene pruebas, además de que no quiere que le hagan daño al hombre que ama. Sandy teme que se descubra que ella intentó matar a Mateo. Balcázar le informa a Leonel que vio a Servando hablando con Vicente, por lo que le pide sea muy cuidadoso con su trabajador o de lo contrario, puede resultar muy peligroso. Minerva llega en estado de ebriedad a la habitación de Angelita y le promete que será la mejor abuela del mundo, pero Sabina le pide que salga ya que solo está asustando a su hija. |                                                      |                           |                      |
| 113 | «Viviendo con el enemigo»                            | 14 de abril de 2021       | 2.5                  |
| Tras enterarse de que intentaron matar a Mateo al inyectarle cloruro de potasio, Valeria sospecha que Leonel puede ser el culpable, aunque Magdalena le asegura que hay otras personas que también buscan hacerle daño. Vicente se entera de que Luisa espera un hijo de Artemio. Basurto comienza a interrogar a la familia para dar con el culpable. Nadia llega a vivir a la hacienda, pero se incomoda al ver a Leonel y Minerva. Esmeralda y Dalia están dispuestas a destinar todo el dinero para contratar un investigador privado y así pueda dar con la persona que intentó hacerle daño a Mateo. Angelita esa dada de alta y se siente muy contenta ya que ella desea regresar pronto a la escuela, pero el médico le informa que por el momento no será posible. Valeria busca ver a Mateo, pero el policía le niega la entrada. Aarón le confiesa a Dalia que siente algo por ella y Riverol lo escucha. Leonel aprovecha que Nadia está sola para confrontarla, pero ella también le dice sus verdades y le asegura que tarde o temprano va a comprobar todos sus crímenes. Tirso llega justo en el momento en el que Leonel intenta golpear a Nadia. Valeria le realiza un cambio de look a Luisa. Minerva sospecha que Leonel intentó matar a Mateo. |                                                      |                           |                      |
| 114 | «Valeria sigue enamorada de ti»                      | 15 de abril de 2021       | 2.6                  |
| Aarón le confiesa su amor a Dalia, pero ella le asegura que solo lo quiere como un amigo ya que está enamorada de otro hombre. Mateo al ver que le negaron el acceso a Valeria, decide salir de su habitación y al estar cerca de ella, no duda en darle un beso para luego desmayarse. Chacho le pide el divorcio a Bere. Leonel está seguro que Sandy fue quien intentó matar a Mateo, por lo que la enfrenta, pero ella se defiende y le deja en claro que cuando se convierta en la dueña de la hacienda, los primeros en salir serán el y Minerva. Mateo le asegura a Valeria que verla, lo llena de vida. Leonel le asegura a Valeria que mientras el viva, no permitirá que ella y Mateo estén juntos, pero Valeria le reitera que si le pasa algo al hijo de Esmeralda, no podrá seguir callando todo lo que sabe. Sandy visita a Mateo en le hospital, pero Esmeralda logra correrla, por lo que la hija de Artemio los llama imbéciles. Sandy le asegura a Basurto que fue Leonel quien intentó matar a Mateo, ya que de no estar en su camino sería más fácil para el quitar a Dalia y así quedarse con la herencia. Minerva le comparte a Aarón que nunca debieron terminar. Mateo cree que la ausencia de Valeria en el hospital se debe a que Leonel se lo prohibió y le reitera que lo que pasó entre ellos, fue un error. |                                                      |                           |                      |
| 115 | «Mataron a Artemio Cabrera»                          | 16 de abril de 2021       | 2.0                  |
| Servando localiza a Artemio y tras una persecución, logra dispararle en la espalda, provocándole la muerte. Mateo es dado de alta y regresa a la hacienda. Came y Facundo se besan. Mateo le pide a Valeria que le explique el comentario que le hizo antes de entrar al quirófano, pero justo en ese momento Leonel los descubre en la habitación y le pide que le diga la verdad, por lo que Valeria le reitera a Mateo que no lo ama. Mateo al ver que Leonel intenta agredir a Valeria sale en su defensa, pero recibe una fuerte cachetada por parte de su medio hermano. Minerva sufre un accidente. Mateo llega a la casa de Eva para consolar a Sandy quien le confirma que mataron a su papá. Mateo le brinda todo su apoyo a su esposa. Servando le confiesa a Leonel que teme que Eva se haya dado cuenta de que los estaba persiguiendo. Sandy sufre una crisis y le asegura a Mateo que lo que ella necesita es un hombre que esté a su lado, por lo que él no es la persona indicada. Valeria le da el pésame a Bere. Delia se entera de que Riverol se va a ir del pueblo ya que se reconcilió con su hija que vive en Estados Unidos. Leonel es cuestionado sobre si tuvo algo que ver con la muerte de Artemio. |                                                      |                           |                      |
| 116 | «¡Artemio está vivo!»                                | 19 de abril de 2021       | 2.6                  |
| Leonel llega a darle el pésame a Eva, pero ella le responde con una cachetada y lo corre de su casa, ya que lo culpa de la muerte de su esposo. Artemio sorprende a Eva y le confiesa cómo sucedieron las cosas el día que Servando atentó contra su vida, por lo que estar dispuesto a todo, incluido fingir su muerte, ya que Servando lo quiso matar por órdenes de Leonel, por lo que le pide su ayuda para poder escapar; Artemio tiene el apoyo del gobernador. Eva le confiesa a Sandy y a Bere que Artemio está vivo, pero ellas no le creen. Mateo le pide a Dalia que hable con Riverol y aclaren sus sentimientos. Leonel le pide perdón a Sabina por lo mal que se ha comportado, pero le asegura que todavía pueden cambiar el futuro ya que tiene una esperanza de estar con ella y con Angelita, por lo que Sabina le pide que no juegue con sus sentimientos. |                                                      |                           |                      |
| 117 | «Todos están destinados a una muerte trágica»        | 20 de abril de 2021       | 2.7                  |
| Minerva comienza a beberse los perfumes que encuentra en su habitación. Leonel al ver a su mamá tan mal, decide internarla en una clínica de rehabilitación. Valeria tiene miedo de que Leonel pueda actuar en su contra al enterarse de que Nadia lo demandó, por lo que busca la ayuda del padre Gabriel. Carlo le propone matrimonio a Esmeralda. Minerva le asegura a Leonel que no puede ver, pero el cree que lo quiere chantajear para evitar que la interne en la clínica, por lo que ambos comienzan a forcejar, Minerva cae del balcón y pierde la vida. Esmeralda acepta casarse con Carlo. Dalia le informa a Angelita que su abuelita murió. Leonel le comenta a Dalia y a Mateo que las cenizas de su mamá se van a quedar en La Noria. Dalia le asegura a Mateo que ésta podría ser una oportunidad para reconciliarse con su hermano. Mateo busca acercarse a Leonel, pero el lo rechaza. |                                                      |                           |                      |
| 118 | «Tiene que pagar por lo que hizo»                    | 21 de abril de 2021       | 2.8                  |
| Valeria le confirma a Mateo que lo ama, pero al sentir que ella le oculta la verdad decide alejarse y le asegura que solo la verá como la mujer de su hermano. Leonel sufre una crisis durante la misa de su mamá, por lo que corre a todos de la iglesia. Sabina le propone a Leonel irse del pueblo con Angelita para formar una familia, pero descubre que Leonel la engañó ya que solo piensa en la herencia. Angelita al escuchar que sus papás están peleando, llega a defender a su mamá. Valeria llega con el padre Gabriel, le revela todo el tormento que vive con Leonel y le confirma que el hijo de don Patricio, es un asesino. Mateo escucha toda la conversación y decide tomar venganza. Mateo enfrenta a Valeria por ocultarle la verdad y ahora que ya sabe todo, está dispuesto a que Leonel pague por lo que hizo. Pepe le confiesa a Vicente que Artemio Cabrera, está vivo. Basurto llega a la hacienda y le informa a Dalia que Sandy será detenida por el intento de homicidio a Mateo. Leonel descubre que Balcázar lo estafó. |                                                      |                           |                      |
| 119 | «Hoy te mueres»                                      | 22 de abril de 2021       | 2.8                  |
| Basurto llega al consultorio del Dr. Uriel y le comenta que Sandy será detenida por homicidio agravado en grado de tentativa. Sandy al conocer que pisará la cárcel, comienza a sentirse mal. Angelita le confiesa a Tito que desea irse lejos de su papá ya que le da miedo y le asegura que le hubiera gustado que su mamá fuera como Valeria. Uriel ayuda a escapar a Sandy de la policía, pero él es detenido. Valeria quiere evitar que Mateo y Leonel se encuentren antes de que suceda una tragedia. Esmeralda perdona a Aarón. Mateo y Leonel están dispuestos a enfrentarse a muerte, pero Valeria trata de convencerlo de que no se manche las manos de sangre. Valeria confiesa frente a Basurto que Leonel asesinó a Remy. Sandy sufre un desmayo en la fonda de Luisa y es llevada al hospital. Basurto le asegura a Valeria que no tiene elementos suficientes para detener a Leonel. Mateo se entera de que Sandy fue llevada al hospital en calidad de detenida ya que está acusada de intento de homicidio. Mateo descubre la mentira de Sandy y se entera de que el bebé está delicado de salud. |                                                      |                           |                      |
| 120 | «Ya podemos estar juntos y para siempre»             | 23 de abril de 2021       | 2.8                  |
| Mateo le asegura a Basurto que lo único que le interesa es que se salve Sandy y el bebé, pero Basurto le asegura que no procederá en contra de la hija de Artemio, hasta que ella mejore. Mateo le pide a Valeria que ya no ponga en peligro su vida, que pase lo que pase, ellos dos deben enfrentar los problemas juntos. Mateo le asegura a Valeria que ahora sí, ya podrán disfrutar de su amor para siempre. Leonel continúa con sus alucinaciones, ahora es Minerva quien lo atormenta. Valeria es testigo nuevamente de otro crimen de Leonel, pero todo queda en una pesadilla. Vicente da a conocer en el periódico "La Voz del Rosario", que Artemio Cabrera está vivo y que solo fingió su muerte para seguir dañando a todos en el pueblo. Vicente comienza a investigar el pasado oscuro de Artemio y descubre que mandó a desaparecer a la mamá de Tito. Mateo rompe en llanto cuando conoce al bebé de Sandy y le promete que va a cuidarlo y está dispuesto a convertirse en su padre. Fercho le confiesa a Vicente que Dorotea está en estado de coma en un hospital de la Ciudad de México. Leonel logra comunicarse con Sabina para pedirle que le entregue ciertas cosas, pero al negarse, él comienza a chantajearla. Vicente llega al hospital donde está Dorotea y se entera de que será desconectada, por lo que él le pide a los médicos que esperen la llegada de Tito, su posible hijo. Leonel asesina a Servando. Eva le pide a Sandy que le confiese quién es el papá de su hijo.                              |                                                      |                           |                      |
| 121122 | «Leonel está buscando sangre»«Unidos por el corazón» | 25 de abril de 2021       | 2.6                  |
| Tras varios meses de búsqueda, finalmente Tito se reencuentra con su mamá, pero no en las condiciones que él esperaba. Sandy confiesa las razones por las cuales le mintió a Mateo. Sabina entra al despacho del Leonel y abre la caja fuerte para tomar la pistola, el celular y cartera de Remy. Eva se entera de que Artemio volvió a jugar con ella y planea vengarse. Leonel al saber que Mateo y Valeria están juntos decide amenazarlo con incendiar la hacienda, pero su hermano lo enfrenta. Vicente le muestra a Basurto un video en el que Servando confirma que Leonel y Artemio son unos criminales. Nadia descubre que Sabina planea huir e impide que eso suceda, por lo que toma el arman con la que le quitó la vida a la esposa de Tirso y él la convence de que lo mejor es que se entregue a las autoridades. Leonel cita a Valeria en el bosque para secuestrarla. Sandy muere al escuchar el perdón de Mateo. Leonel intenta dispararle a Valeria, pero Nadia se interpone y recibe un impacto de bala lo que le ocasiona la muerte. Basurto hiere a Leonel. Leonel es internado en un hospital psiquiátrico. Artemio es detenido y a su llegada a la cárcel es golpeado por su rival. Finalmente Valeria y Mateo se juran amor eterno y ahora han decidido comenzar una nueva vida acompañados de un bebé que viene en camino, además le anuncian a la familia que la herencia de don Patricio será donada a las casas hogares, para que nunca les falte nada a los niños que se encuentran en busca de una familia. |                                                      |                           |                      |

## Producción
El reparto y los nombres de los personajes se confirmaron el 15 de junio de 2020 a través de People en Español, la cual también se anuncia el regreso del productor Ignacio Sada Madero a Televisa, como el productor a cargo. La telenovela se presentó el 16 de junio de 2020 durante el Up-front virtual de Univision para la temporada en televisión 2020-21. Las grabaciones iniciaron el 3 de agosto de 2020 junto con el claquetazo oficial en el foro 14 de Televisa San Ángel, además de realizarse una misa de arranque de grabaciones. La producción esta dirigida por Claudia Elisa Aguilar y Sandra Schiffner, y la adaptación corre a cargo de los escritores Antonio Abascal, Carlos Daniel González, Dante Hernández y Sol Rubí Santillana. La producción de la telenovela finalizó grabaciones el 20 de febrero de 2021.

## Audiencia
| Temporada | Horario (CT)                                                             | Episodios | Primera emisión        | Primera emisión      | Última emisión      | Última emisión       | Promedio de espectadores (millones) |
| Temporada | Horario (CT)                                                             | Episodios | Fecha                  | Audiencia (millones) | Fecha               | Audiencia (millones) | Promedio de espectadores (millones) |
| --------- | ------------------------------------------------------------------------ | --------- | ---------------------- | -------------------- | ------------------- | -------------------- | ----------------------------------- |
| 1         | lunes a viernes 15:30 - 16:30 h. domingo 21:00 - 23:00 h. (eps. 121-122) | 121       | 9 de noviembre de 2020 | 3.2                  | 25 de abril de 2021 | 2.6                  | 2.87                                |